# Peter Donlon
Peter Dwight Donlon (ur. 16 grudnia 1906 w Port Hueneme, zm. 14 grudnia 1979 w Napie) – amerykański wioślarz i inżynier, złoty medalista olimpijski. 
Wystąpił na igrzyskach olimpijskich w Amsterdamie w 1928, gdzie reprezentacja USA w składzie: Marvin Stalder, John Brinck, Francis Frederick, William Thompson, William Dally, James Workman, Hubert Caldwell, Peter Donlon i Donald Blessing (sternik) zdobyła złoty medal w ósemkach. W finale walkę o zwycięstwo wygrali z Brytyjczykami o 2,4 sekundy. Był to jego jedyny start olimpijski.
Po ukończeniu edukacji na Uniwersytecie Kalifornijskim w Berkeley był jednym z trenerów osady USA na igrzyskach olimpijskich w Los Angeles w 1932. Później założył firmę produkującą ceramikę architektoniczną.